# Willem van de Velde le Jeune
Pour les articles homonymes, voir Van de Velde.
Willem van de Velde dit le Jeune, né en décembre 1633 à Leyde dans les Provinces-Unies et mort le 6 avril 1707 à Londres, est un peintre de marine de l’âge d'or de la peinture néerlandaise notamment connu pour ses tableaux représentant la marine de la république des Provinces-Unies lors du siècle d'or néerlandais.

## Biographie

### Débuts
Willem van de Welde est un des membres de la famille van de Velde, peintres et graveurs actifs dans les Provinces-Unies au « Siècle d'or ».
Il est petit-fils de marin et fils de Willem van de Velde l'Ancien, autre peintre de marines. Son père s'installa à Leyde en 1631 et initia son tout jeune fils Willem, à la peinture.
Le jeune Willem partit vers 1648 pour Weesp étudier avec Simon de Vlieger, autre peintre de marines très réputé de son temps.
Il rejoint l'atelier de son père à Amsterdam en 1652 et ses premières œuvres sont cosignées avec lui. Dans les années 1650 et 1660, il se fit connaître pour ses scènes calmes de marines. Il acheva sa formation avant de partir pour Londres.

### Exil en Angleterre
La dangereuse situation politique dans le nord des Provinces-Unies, suivie de l'invasion par le Royaume de France en 1672 lors de la Guerre de Hollande, l'amena à partir auprès de son père, Van de Velde l'Ancien, en Angleterre pendant l'hiver 1672-1673. Cette installation s'est produite au bon moment, puisque Charles II, le roi d’Angleterre, et son frère Jacques, duc d'York, futur Jacques II, faisaient du bateau de plaisance et prenaient un vif intérêt aux affaires maritimes. Il est engagé par le roi, pour un salaire de 100 £, avec une maison à Greenwich et la mise à disposition d'un atelier dans la maison de la Reine. Il s'y prend de passion pour la couleur et se fait donc le « coloriste » des travaux de son père. Il fut engagé également par d'autres puissants du Royaume d'Angleterre.
En 1691, Willem et son père partent pour Westminster, et après la mort de son père en 1693, il assume seul la fonction officielle de peintre d'événements maritimes. Il passe un an en 1694-1695 avec la flotte anglaise sous le commandement de l'amiral Russell en Méditerranée.
Ses fils Willem III (1667-après 1708) et Cornelis (actif de 1699 à 1729), devinrent peintres de marines, et son œuvre continua à influencer les peintres de marines au XVIIIe siècle et XIXe siècle, en particulier Samuel Scott, Turner, Constable et Clarkson Stanfield.

### Mort
Il décéda à Londres le 6 avril 1707 et fut enterré à l'église St James de Piccadilly.

## Style et techniques

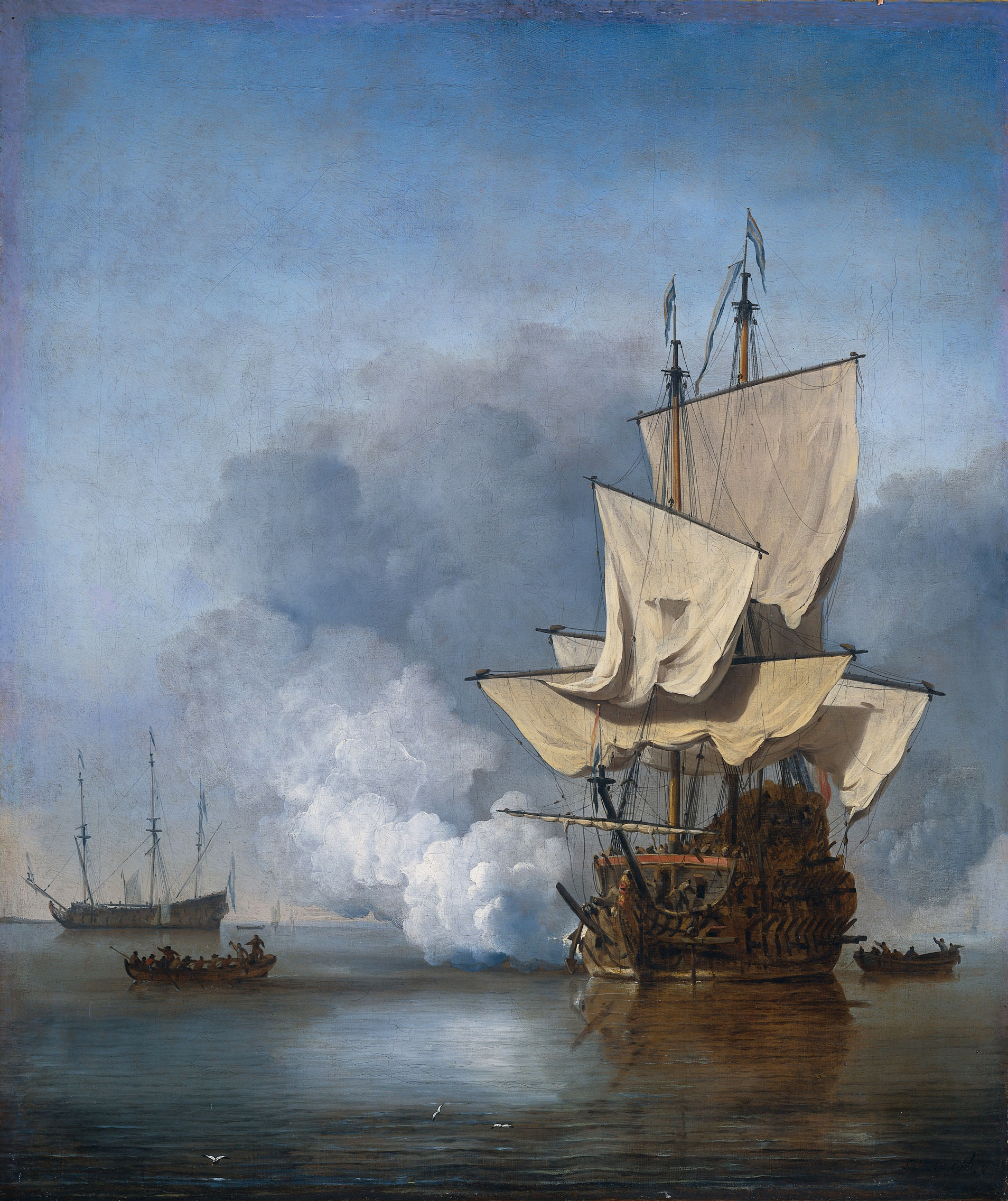
Le Coup de canon
vers 1680, Rijksmuseum

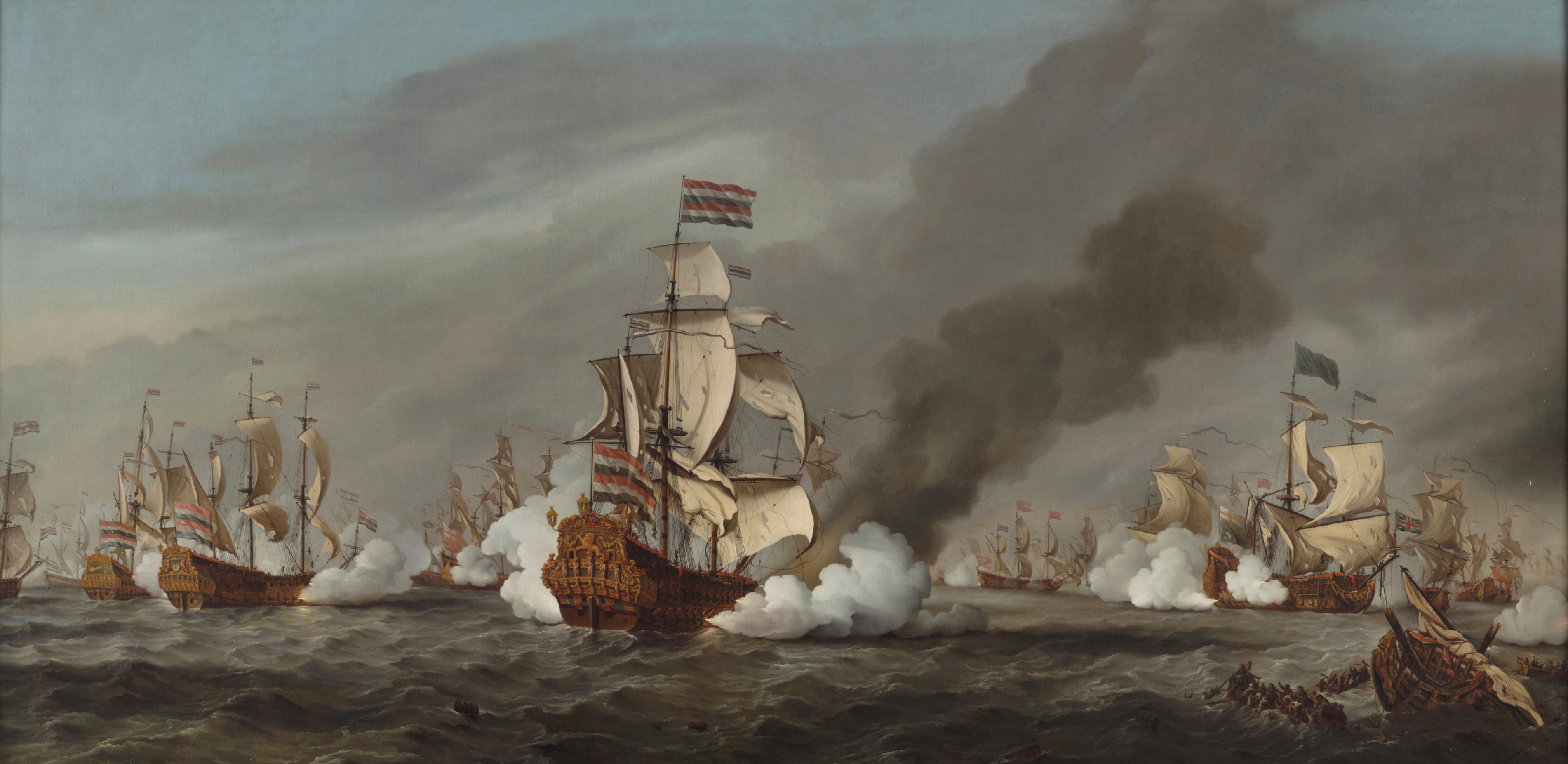
La Bataille du Texel (1673), 1687
Musée de la Marine, Londres

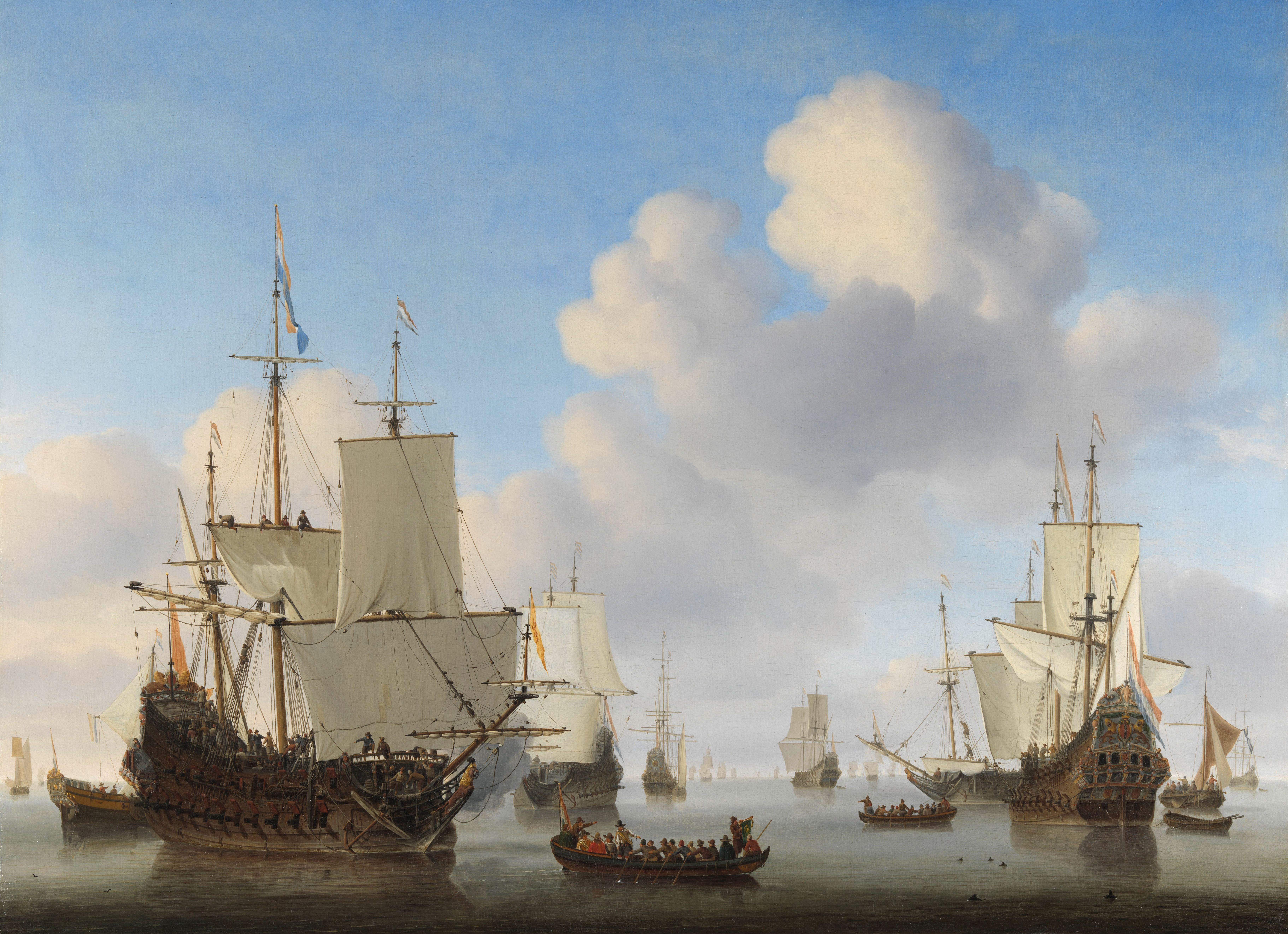
Man'o'war hollandais et autres bateaux par mer calme
Rijksmuseum

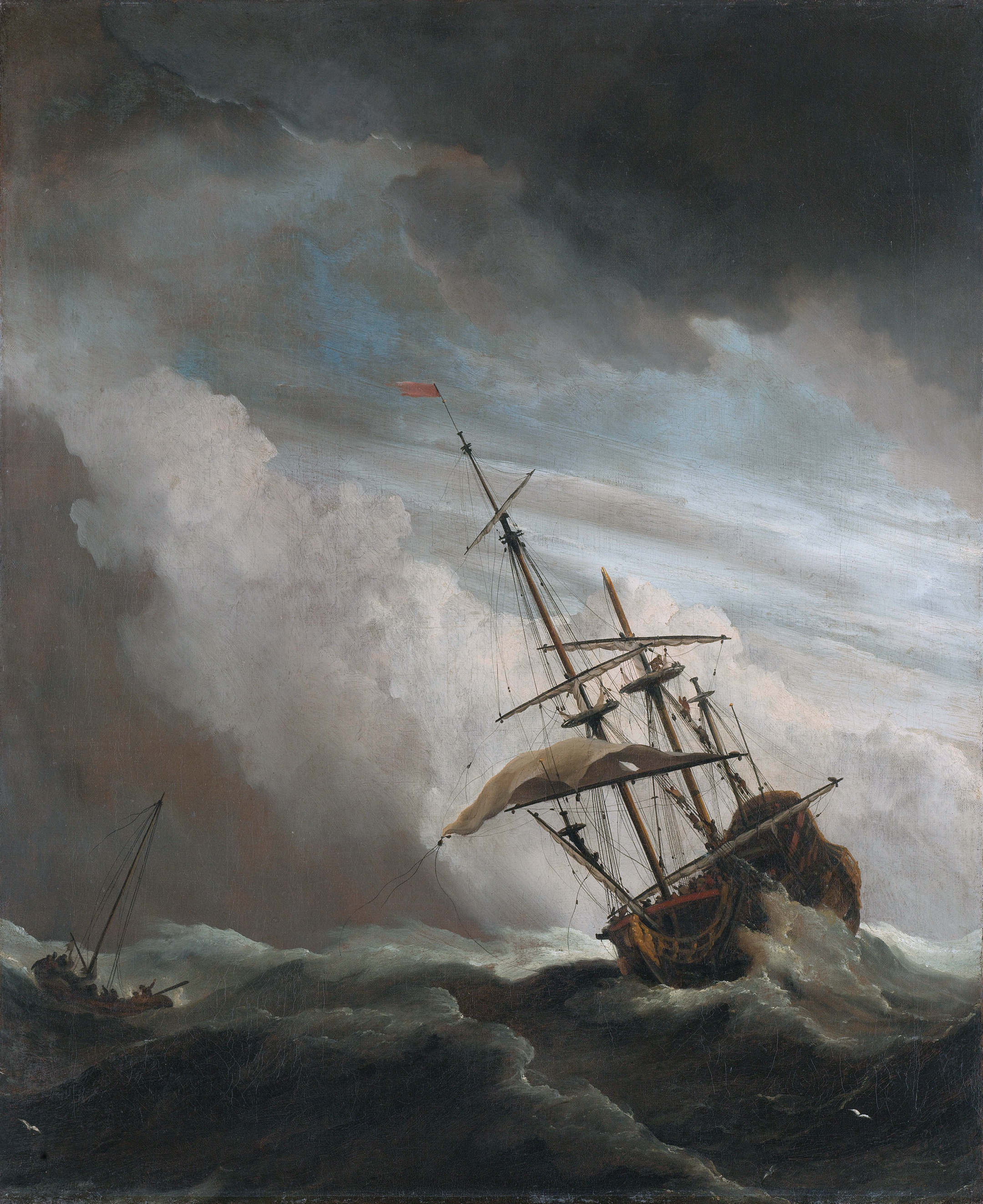
La Rafale, peinture-sœur du Coup de canon

La plupart des compositions de Van de Velde sont des représentations de la côte hollandaise, avec des navires néerlandais. Ses meilleures productions sont signées et caractérisées par un grand réalisme, style répandu chez les peintres de marines hollandais de cette période. Il s'attacha notamment à représenter avec fidélité les détails de la mer, par beau temps comme par tempête.
En Angleterre, Charles II et le duc d'York ainsi que des clients hollandais, après la guerre anglo-hollandaise de 1674, lui commandent des scènes de batailles qu'il ne peignait jusque-là qu'occasionnellement. Elles remplacent les scènes de calme.
Dans sa dernière période, son style devint plus fluide, contrastant avec l'extrême précision de ses premiers travaux.

## Expositions de ses œuvres
Il y a de nombreuses peintures marines de Van de Velde le Jeune à la Wallace Collection de Londres, dont L'Embarquement du Roi Charles II d'Angleterre à Scheveningen en 1660 :
- L'Incendie de l'Andrew à la Bataille de Scheveningen, 1653-1654, huile sur toile, 85 × 108 cm
- Vaisseaux dans la brise, vers 1655, huile sur toile, 42 × 56 cm
- Calme : Bateaux hollandais se rendant au mouillage, vers 1655, huile sur toile, 170 × 233 cm
- Bateaux de pêche sous la voile, 1655-1660, huile sur toile, 32 × 37 cm
- Marine dite La petite Flotte, 1657, huile sur toile, 50,5 x 65, musée Fabre, Montpellier
- Calme : Bateau de pêche au mouillage, vers 1660, huile sur chêne, 38 × 49 cm
- L'Embarquement du Roi Charles II d'Angleterre à Scheveningen, 1661, huile sur toile, 48 × 57 cm
- Bateaux de pêche à marée basse, vers 1660, vers 1665, huile sur toile, 32 × 37 cm
- Calme : Bateau de commerce français au mouillage, vers 1670, huile sur toile, 61 × 74 cm

D'autres tableaux de ce peintre sont aussi exposés au Rijksmuseum d'Amsterdam comme Le Coup de canon et La Rafale, au musée de la Marine d'Amsterdam et au Musée des beaux-arts du Havre.
- Navires hollandais par temps calme, vers 1665, huile sur toile, 87 × 120 cm
- Un navire en haute mer pris par un grain, connu sous le nom de La Rafale, vers 1680, huile sur toile, 77 × 63 cm, Rijksmuseum d'Amsterdam
- Le Coup de canon, vers 1680, huile sur toile, 78 × 67 cm, Rijksmuseum d'Amsterdam

Musée de la Marine de Greenwich (Londres) :
- Le Lion d'or à la bataille du Texel, 21 août 1673, 1687, huile sur toile, 150 × 300 cm[5]

Musée de Düsseldorf :
- Un galion anglais à l'ancre au milieu d'autres naviresou Le Coucher de soleil, 1691, huile sur toile, 39 × 56 cm, Museum Kunstpalast, Düsseldorf[6]

Collection privée :
- Navires hollandais en pleine mer, huile sur toile, 33 × 39 cm, Collection privée, Vente Piasa, 1997[7]

Le graveur Elisha Kirkall produisit à Londres en 1722, avec des effets de clairs-obscurs très affirmés, une série de seize Vues de bateaux d'après le maître. Cette suite eut une certaine influence sur J. M. W. Turner d'après ses propres souvenirs.